# Tux (gmina)
Tux – gmina w Austrii, w kraju związkowym Tyrol, w powiecie Schwaz. Według Austriackiego Urzędu Statystycznego liczyła 1921 mieszkańców (1 stycznia 2015).